# Kombinat Elektromaschinenbau

Logo des Warenzeichenverbandes VEM, dem auch Hersteller industrieller Elektromaschinen außerhalb des Kombinats angehörten.

Der VEB Kombinat Elektromaschinenbau Dresden (KEM) war ein Kombinat in der Deutschen Demokratischen Republik (DDR) und Hersteller von Elektromaschinen wie Elektromotoren und Generatoren, rotierenden und statischen Umformern und Elektroaggregate sowie elektromagnetische Kupplungen.
Ein Hauptproduktionsbereich des Stammbetriebs VEB Elektromaschinenbau Sachsenwerk Dresden lag in der Herstellung von Motoren für Elektrolokomotiven. Weitere Absatzmärkte für Elektromaschinen waren der Schiffbau, die Stahlindustrie, der Bergbau und die Ausstattung von Kraftwerken. Im Rahmen der staatlich verordneten Konsumgüterproduktion, die die Betriebe verpflichtete, einen bestimmten Prozentsatz der Warenproduktion in Konsumgütern zu realisieren, wurden auch Haushaltsgeräte wie der Zerkleinerer Multiboy entwickelt und produziert.
Das Kombinat ging aus der von 1958 bis 1969 bestandenen Vereinigung Volkseigener Betriebe Elektromaschinen (VVB VEM) hervor und es unterstand dem Ministerium für Elektrotechnik und Elektronik. 
Weitere zentral geleitete Kombinate im Zuständigkeitsbereich dieses Ministeriums sind in der Liste von Kombinaten der DDR aufgeführt. Im Zuge der Wende und der anschließenden Wiedervereinigung wurde das Kombinat 1990 aufgelöst, und seine Betriebe wurden privatisiert.

## Zugehörige Betriebe
Zum Kombinat gehörten zuletzt die folgenden Betriebe: 
- VEB Elektromaschinenbau Sachsenwerk Dresden; (Stammbetrieb)
- VEB Druckguß Heidenau; (bis 1987 Teil der GISAG)
- VEB Elbtalwerk Heidenau
- VEB Elektromaschinenwerk Aue
- VEB Elektromotorenwerk Barleben
- VEB Elektromotorenwerk Dessau
- VEB Elektromotorenwerk Dresden
- VEB Elektromotorenwerk Eggesin
- VEB Elektromotorenwerk Großenhain
- VEB Elektromotorenwerk Grünhain
- VEB Elektromotorenwerk Hartha
- VEB Elektromotorenwerk Oschersleben
- VEB Elektromotorenwerk Wernigerode
- VEB Elektromotorenwerke Thurm
- VEB Finsterwalder Maschinen-, Aggregate- und Generatorenwerk
- VEB Gießerei und Maschinenbau Berlin